# 科克倫湖
47°16′S 72°03′W / 47.267°S 72.050°W

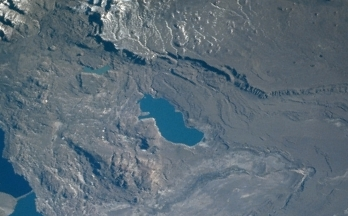
科克倫湖

科克倫湖或稱普埃雷東湖（西班牙語：Lago Cochrane或Pueyrredón）是南美洲的湖泊，位於阿根廷和智利接壤的邊境，面積325平方公里，其中150平方公里屬於阿根廷的領土，海拔高度153米。